# Ribeira Seca (Cabo Verde)
Ribeira Seca es una localidad caboverdiana del municipio de Santa Cruz.

## Geografía
La localidad está situada en la isla de Santiago.

## Organización territorial
La localidad abarca los lugares y barrios de:
- Chã de Tambarina
- Estância
- Lapa
- Leiria
- Lém Duque (Lém Drigues)
- Lém Jorge
- Lém Vieira
- Libencha
- Macati
- Paulado
- Poilão Fonseca
- Ribeirão Moura
- Santa Helena
- Taberna
- Tchontcholon
- Vila Quente